# Liste der Bischöfe von Strängnäs
Die folgenden Personen waren Bischöfe von Strängnäs (Schweden):

## Ordinarien

### Katholisch
1. Gerdar 1129
2. Vilhelmus 1171–1190
3. Uffe 1208–1210
4. Olov Basatömer 1219–1224
5. Throgillius 1233–1241
6. Col 1253–1257
7. Finvid 1267–1275
8. Anund Jonsson 1275–1291
9. Isarus 1292–1307
10. Styrbjörn 1308–1343
11. Frenderus 1343–1345
12. Sigmundus 1345–1355
13. Thyrgillus Johannis 1355–1378
14. Tord Gunnarsson 1378–1401
15. Petrus Johannis 1401–1408
16. Gjord Petersson Rumpa 1409–1410
17. Andreas Johannis 1410–1419
18. Arnoldus Johannis 1420–1443
19. Thomas Simonsson 1429–1443
20. Ericus Birgeri 1443–1449
21. Siggo Ulphonis 1449–1463
22. Johannes Magni 1463–1479
23. Kort Rogge 1479–1501
24. Mattias Gregersson (Lillie) 1501–1520
25. Jens Andersen Beldenak 1520–1521
26. Magnus Sommar 1522–1536

### Lutherisch
1. Botuidis Sunonis 1536–1555
2. Ericus Nicolai Swart 1557–1561
3. Botuidis Sunonis 1561–1562
4. Nicolaus Olaui 1563–1585
5. Petrus Jonae 1586–1607
6. Petrus Kenicius 1608–1609
7. Laurentius Paulinus Gothus 1609–1637
8. Laurentius Olai Wallius 1637–1638
9. Jacobus Johannis Zebrozynthius 1639–1642
10. Johannes Matthiae 1643–1664
11. Ericus Emporagrius 1664–1674
12. Carolus Lithman 1674–1686
13. Erik Benzelius der Ältere 1687–1700
14. Johannes Bilberg 1701–1717
15. Daniel Norlindh 1717–1728
16. Daniel Lundius 1731–1747
17. Erik Alstrin 1749–1762
18. Jacob Serenius 1763–1776
19. Carl Jesper Benzelius 1776–1793
20. Stefan Insulin 1793–1803
21. Johan Adam Tingstadius 1803–1827
22. Per Thyselius 1829–1838
23. Hans Olov Holmström 1839–1852
24. Thure Annerstedt 1852–1880
25. Adam Teodor Strömberg 1881–1889
26. Uddo Lechard Ullman 1889–1927
27. Sam. Stadener 1927–1933
28. Gustaf Aulén 1933–1952
29. Dick Helander 1952–1954
30. Gösta Lundström 1955–1972
31. Åke Kastlund 1972–1982
32. Tord Simonsson 1982–1989
33. Jonas Jonson 1989–2005
34. Hans-Erik Nordin 2005–2015
35. Johan Dalman seit 2015